# Liste der Kulturdenkmäler in Lauterecken
In der Liste der Kulturdenkmäler in Lauterecken sind alle Kulturdenkmäler der rheinland-pfälzischen Stadt Lauterecken aufgeführt. Grundlage ist die Denkmalliste des Landes Rheinland-Pfalz (Stand: 6. September 2022).

## Denkmalzonen
| Bezeichnung               | Lage                                                    | Baujahr       | Beschreibung | Bild            |
| ------------------------- | ------------------------------------------------------- | ------------- | --- | --------------- |
| Denkmalzone Bahnhofstraße | Bahnhofstraße 2, 4, 6, 8, 12, 16/18, 20, 22 und 26 Lage | 1905 bis 1911 | in Folge des Bahnhofneubaus zwischen 1905 und 1911 errichtete Wohn- und Geschäftsgebäude, traufständig entlang der Bahnhofsstraße | Fotos hochladen |

## Einzeldenkmäler
| Bezeichnung                                     | Lage                                          | Baujahr                            | Beschreibung | Bild                           |
| ----------------------------------------------- | --------------------------------------------- | ---------------------------------- | --- | ------------------------------ |
| Stellwerk                                       | Bahnhofstraße, bei Nr. 1 Lage                 | um 1910                            | dreiachsiger Quaderbau, Obergeschoss Ziegelbau mit Eisengefachen; mit technischer Ausstattung | weitere Bilder Fotos hochladen |
| Postamt                                         | Bahnhofstraße 16 Lage                         | 1928                               | Putzbau mit steilem Satteldach, 1928, Architekten Heinrich Müller und König und Zellner, Speyer | Fotos hochladen                |
| Schulhaus                                       | Bergstraße 1 Lage                             | 1836/37                            | ehemaliges Schulhaus; dreigeschossiger Quaderbau, 1836/37, Architekt Johann Schmeisser, Kusel | Fotos hochladen                |
| Blücherdenkmal                                  | Bergstraße, bei Nr. 1 Lage                    | 1936                               | Brunnen mit löwenbekrönter Stele, 1936 | Fotos hochladen                |
| Polizei                                         | Hauptstraße 19 Lage                           | 1897/98                            | ehemaliges Rentamt; sandsteingegliederter Quaderbau mit Mansardwalmdach, 1897/98 | Fotos hochladen                |
| Wohn- und Geschäftshaus                         | Hauptstraße 43 Lage                           | 18. Jahrhundert                    | barocker Mansarddachbau, 18. Jahrhundert; ortsbildprägend | Fotos hochladen                |
| Wohn- und Geschäftshaus                         | Hauptstraße 45, Veldenzplatz 4 Lage           | 1732                               | Wohn- und Geschäftshaus im Vorburgbereich der Veldenzer Burg, 1732 und 1740, mit spätmittelalterlich-frühneuzeitlichen Teilen und Veränderungen des 19. Jahrhunderts | BW                             |
| Rathaus                                         | Hauptstraße 49 Lage                           | 1829                               | klassizistischer Walmdachbau, 1829, Architekt Heinrich Ernst, Kaiserslautern, Dachreiter 1837, Spritzenhausanbau 1857/58 | Fotos hochladen                |
| Katholische Pfarrkirche St. Franziskus Xaverius | Hauptstraße 67 Lage                           | 1848–53                            | sandsteingegliederter Saalbau, Glockenturm mit Zeltdach, Rundbogenstil, 1848–53, Architekt Bauinspektor Purreiner, Kaiserslautern | weitere Bilder Fotos hochladen |
| Protestantische Pfarrkirche                     | Kirchgasse 6 Lage                             | 1865/66                            | neugotischer Saalbau mit Stufengiebeln, Glockenturm, 1865/66; platzbildprägend | Fotos hochladen                |
| Rheingrafenmühle                                | Rheingrafenstraße 1 Lage                      | vor 1738                           | Krüppelwalmdachbau, vor 1738, Umbau bezeichnet 1808 | Fotos hochladen                |
| Alter Bahnhof                                   | Rheingrafenstraße 10 Lage                     | 1890                               | hausteingegliederter Sandsteinquaderbau, Güterschuppen, 1890 | weitere Bilder Fotos hochladen |
| Kapelle                                         | Saarbrücker Straße, bei Nr. 2 Lage            | 1845                               | Walmdachbau, 1845 | Fotos hochladen                |
| Schillerbrücke                                  | Schillerstraße Lage                           | 1890                               | einbogige Sandsteinquaderbrücke über die Lauter, 1890 | Fotos hochladen                |
| Wohn- und Geschäftshaus                         | Schloßgasse 1 Lage                            | um 1780                            | Krüppelwalmdachbau, in der Fassade Renaissancespolien, um 1780 | Fotos hochladen                |
| Amtsgericht                                     | Schulstraße 10 Lage                           | 1856/57                            | ehemaliges Amtsgericht; dreigeschossiger sandsteingegliederter Walmdachbau mit Treppenhausrisalit, 1856/57, Aufstockung 1899 | Fotos hochladen                |
| Grundschule                                     | Schulstraße 14 Lage                           | 1901                               | dreigeschossiger neubarocker Sandsteinquaderbau, 1901 | Fotos hochladen                |
| Protestantisches Pfarrhaus                      | Schulstraße 29 Lage                           | 1933                               | anspruchsvoller kubischer Zeltdachbau, 1933, Architekt Leonhard Schork, Pirmasens | Fotos hochladen                |
| Brücke                                          | Überlauterecken/Hauptstraße Lage              | erste Hälfte des 17. Jahrhunderts  | fünfbogige Bruchsteinbrücke über die Lauter mit Flutbrechern, vor der Mitte des 17. Jahrhunderts | Fotos hochladen                |
| Brunnen                                         | Überlauterecken, bei Nr. 2 Lage               | zweite Hälfte des 19. Jahrhunderts | Schwengelpumpe, Gusseisen, zweite Hälfte des 19. Jahrhunderts | Fotos hochladen                |
| St.-Josefs-Kapelle                              | Überlauterecken, bei Nr. 34 Lage              | 1903                               | neugotischer Sandsteinquaderbau, 1903, Architekt Joseph Walter, Lauterecken | Fotos hochladen                |
| Kriegerdenkmal                                  | Veldenzplatz Lage                             | 1911/12                            | Kriegerdenkmal 1866 und 1870/71, Sandstein, 1911/12 | Fotos hochladen                |
| Altes Schloss mit Veldenzturm                   | Veldenzplatz 1 Lage                           | erste Hälfte des 16. Jahrhunderts  | 1343 erstmals erwähnt, in der ersten Hälfte des 16. Jahrhunderts neu errichtet, Erweiterung „Neuer Bau“ (Schloßgasse 1) vom Ende des 16. Jahrhunderts; Amtshaus und Scheune 1803/04 neu aufgebaut; erhalten: spätgotischer Keller, Teil der Ringmauer, sogenannter Veldenzturm | weitere Bilder Fotos hochladen |
| Kriegerdenkmal                                  | nordwestlich des Ortes auf dem Igelskopf Lage | 1929                               | fünfeckiger Sandsteinquaderturm mit Ehrenhalle, 1929, Architekten Hans und Fritz Seeberger, Kaiserslautern; mit seitlichem Treppenturm und überdachter Aussichtsplattform | weitere Bilder Fotos hochladen |